# Leopold Grabner

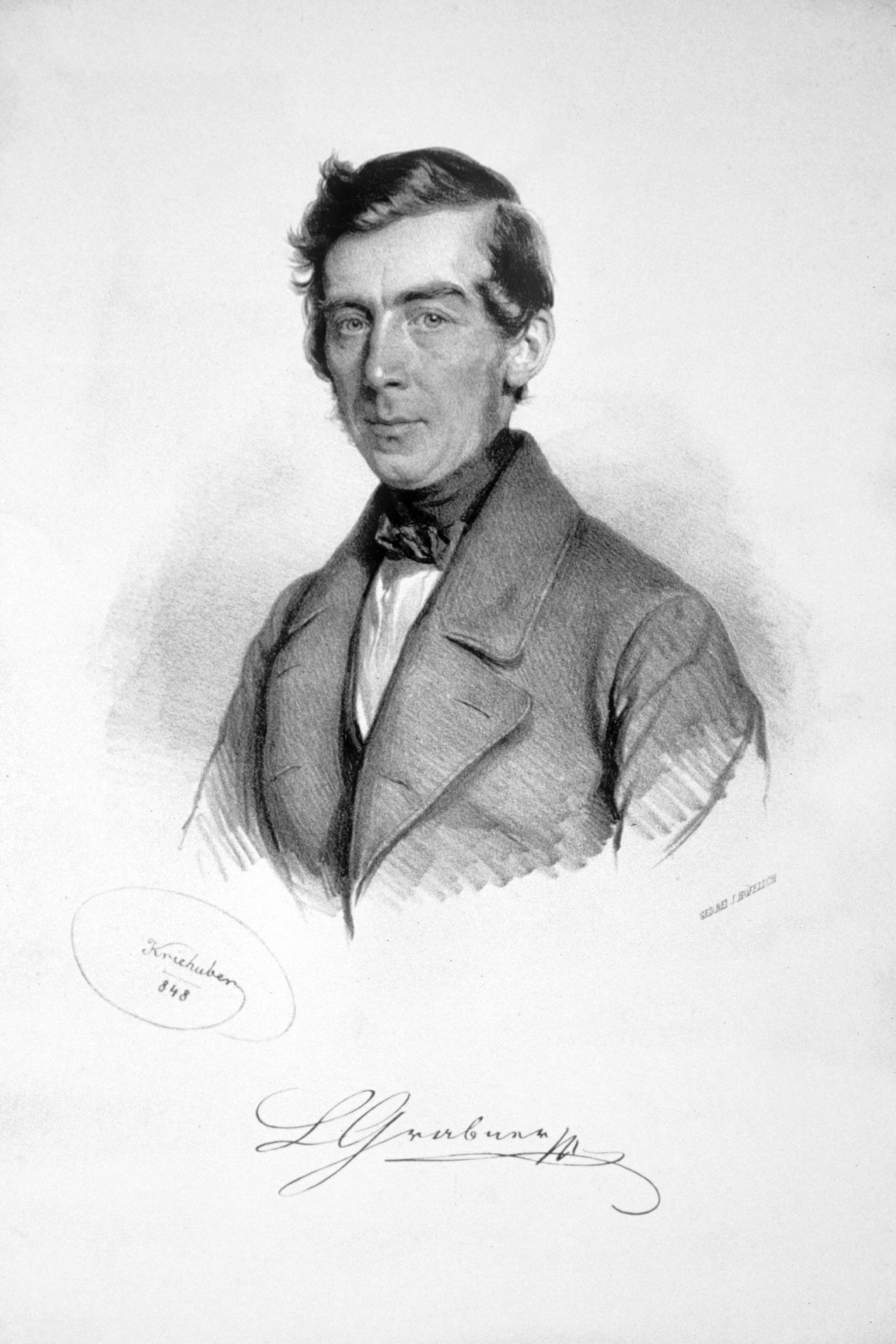
Lithographie von 1848

Leopold Grabner (* 21. Juli 1802 in Breitenfurt bei Wien; † 4. November 1864 in Wien) war ein österreichischer Forstwissenschaftler.

## Leben
Grabner stammte aus einer Familie, die schon mehrere Generationen im Forstwesen tätig war. Nach Besuch des Gymnasiums in Wien absolvierte er philosophische Studien an der Universität Wien. Etwa 1820 ging er an die k. k. Forstakademie Mariabrunn, an der er 1823 Assistent wurde und bis 1827 verblieb. 1827 wurde er in die Forstverwaltung des Wiener Waldes aufgenommen und durchlief sehr schnell die ersten Beförderungsstufen. Er wurde Waldübergeher, provisorischer Förster, Oberforstamtsschreiber und 1830 Waldamtingenieur und Taxator des Oberforstamtes Purkersdorf. Er war dabei der erste Forstmann, der das von Johann Christian Hundeshagen entwickelte System umsetzte.
Grabner kehrte 1833 an seine Ausbildungsstätte zurück und wurde zunächst provisorischer Professor der Naturkunde, bevor man ihn 1834 als ordentlicher Professor der Naturkunde berief. 1837 erhielt er provisorisch den Lehrstuhl für Forstkunde von Johann Schmitt, bevor ihm dieser 1838 als ordentlicher Professor übertragen wurde. 1847 folgte er einem Ruf des Alois Fürst Liechtenstein, der ihm die Leitung seines Forstwesens in der Liechtensteinschen Hofkanzlei in Wien übertrug und den Titel Forstrat übertrug. Grabner machte sich um die Reform des Forstwesens sowie um die Reform des Unterrichtswesens im Forstbereich verdient. 1857 wurde er mit dem Ritterkreuz des Franz-Joseph-Ordens ausgezeichnet. Er trat nach 1859 in den Ruhestand und verstarb an Folgen der Gicht.
Grabner war ab 1853 Herausgeber der in Wien erscheinenden Oesterreichischen Vierteljahrsschrift für Forstwesen.

## Werke (Auswahl)

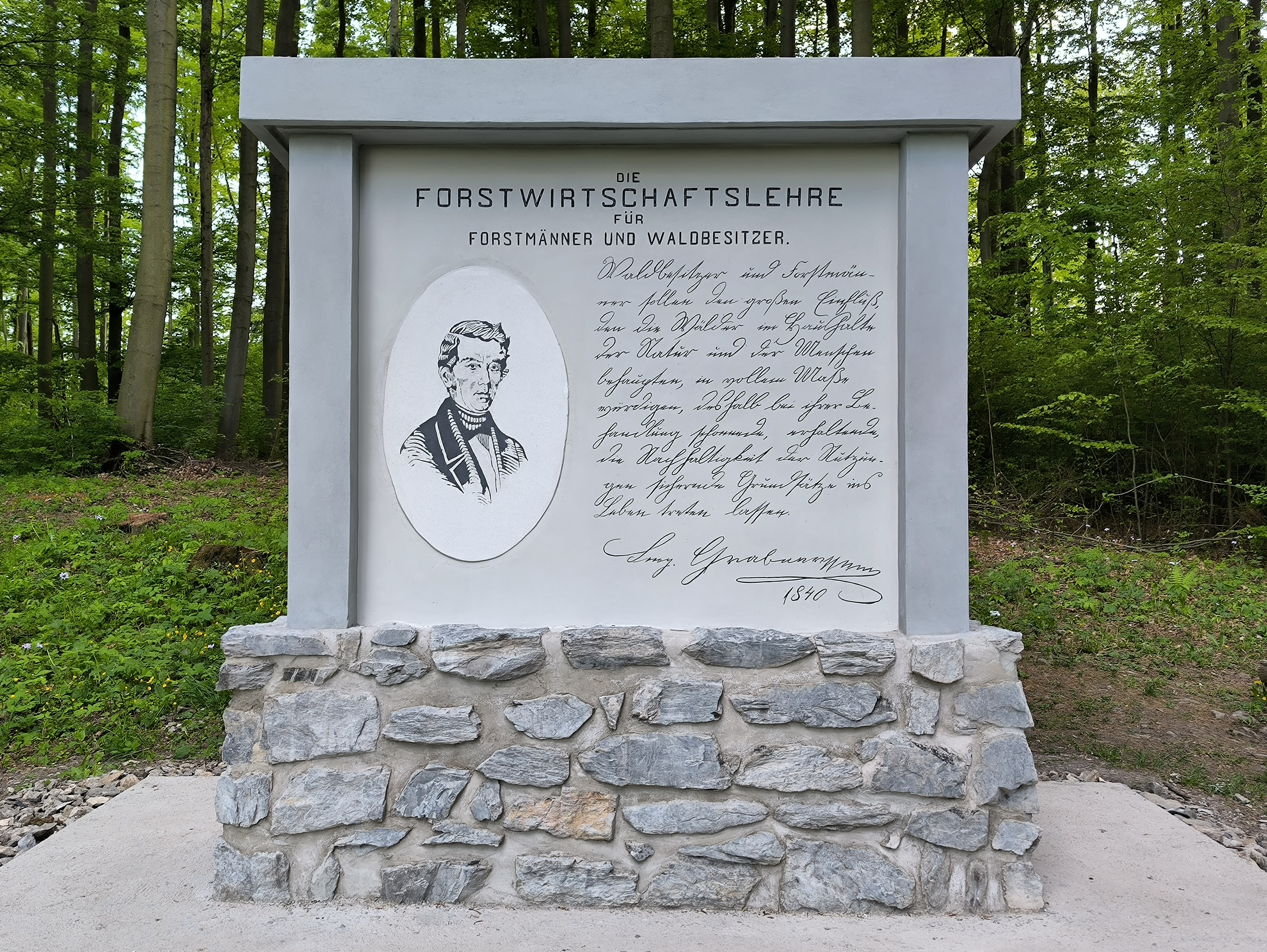
Denkmal von 1929 in Ollmutschan

- Anfangsgründe der Naturkunde für den Forstmann, Heubner, Wien 1838.
- Tafeln zur Bestimmung des kubischen Inhalts von cylindrischen und kegelförmigen Nutz- und Bauholzstücken, Cotta, Wien 1840.
- Die Forstwirthschaftslehre für Forstmänner und Waldbesitzer, 2 Bände, Braumüller, Wien 1854–1856.
- Deutschlands Forstcultur-Pflanzen, 2. Aufl., Fiscali, Ölmütz und Wien 1858.